# Васильки (Бориспільський район)
Васи́льки —  село в Україні, у Вороньківській сільській громаді Бориспільського району Київської області. Населення становить 270 осіб.
27 червня 1969 року був виданий Указ Президії Верховної Ради УРСР ―Про присвоєння найменувань окремим населеним пунктам Київської області, відповідно до якого окремим населеним пунктам Київської області були присвоєні найменування, зокрема поселенням Старівської птахофабрики — село Мирне, село Васильки і село Малі Єрківці.

## Історія
У довіднику Чернігівської губернії від 1859 року хутір Іванків (Палицини) де був 1 двір та жило 2 особи (1 чоловічої и 1 жіночої статі).  Насправді місце, де виникло село, 1859 року входило до іншої - Полтавської губернії.
Є на мапі 1868 року як  хутір Іваненки
Є на мапі 1941 року як два населених пункти: як висілок Олександрівки (10 дворів) і Рдг.Олександрівка (55 дворів)
Напевно сім'я Олександра Паліцина була розкуркулена та вислана, а хутір став правлінням радгоспу Олександрівський

## Населення

### Мова
Розподіл населення за рідною мовою за даними перепису 2001 року:
| Мова       | Кількість | Відсоток |
| ---------- | --------- | -------- |
| українська | 260       | 96.30%   |
| російська  | 9         | 3.33%    |
| білоруська | 1         | 0.37%    |
| Усього     | 270       | 100%     |